# Hattie Caraway
Hattie Ophelia Wyatt Caraway (ur. 1 lutego 1878, zm. 21 grudnia 1950) – amerykańska polityk, pierwsza kobieta, która zdobyła mandat senatora USA w wyborach.

## Życiorys
Urodziła się w Bakerville w hrabstwie Humphreys w stanie Tennessee. Kiedy wyszła za mąż za Thaddeusa Carawaya, przeniosła się wraz z nim do Jonesboro w Arkansas, gdzie Thaddeus praktykował prawo i coraz bardziej angażował się w działalność polityczną.
Jej mąż został wybrany w skład Izby Reprezentantów w roku 1912, z ramienia Partii Demokratycznej, gdzie nieprzerwanie zasiadał aż do roku 1921, kiedy wybrano go senatorem.
Senator Caraway zmarł piastując mandat w roku 1931. gubernator Arkansas Harvey Parnell, korzystając z przysługujących mu uprawnień, mianował wdowę po nim do Senatu, celem ukończenia kadencji zmarłego męża. Zasiadała w Senacie od 9 grudnia 1931, zaś dnia 12 stycznia 1932 roku zwyciężyła w wyborach uzupełniających, stając się pierwszą wybraną kobietą do amerykańskiego senatu (pierwszą w ogóle zasiadającą była Rebecca Latimer Felton z Georgii). Caraway, tak jak jej zmarły małżonek, afiliowała się z demokratami.
Wiceprezydent Charles Curtis – ex officio przewodniczący Senatu – powierzył jej pewnego razu prowadzenie obrad. Kiedy zaś postanowiła ubiegać się o ponowny wybór, wpływowy populistyczny demokrata z Luizjany, Huey Long, przyjechał do Arkansas, aby osobiście prowadzić kampanię na jej rzecz.
W wyborach roku 1938 Caraway pokonała swego rywala, Johna L. McClellana (który i tak został później senatorem) i została wybrana dzięki poparciu koalicji kobiet, weteranów i związkowców. W roku 1944 kandydowała ponownie, ale została pokonana w prawyborach przez J. Williama Fulbrighta.
Po opuszczeniu Senatu zasiadała w dwóch federalnych komisjach (tj. Federal Employees Compensation Commission, oraz Employees Compensation Appeals Board).
Jako członkini Senatu Hattie Caraway popierała prawa prohibicyjne, głosowała, jak wielu innych senatorów z południa, przeciwko ustawom przeciw linczom, oraz popierała ekonomiczną politykę prezydenta Franklina Delano Roosevelta. Nigdy nie przemawiała na sali senatu.
Caraway cierpiała potem na apopleksję i zmarła w Falls Church w Wirginii. Pochowano ją na Westlawn Cemetery w Jonesboro.